# 개역한글판
'성경전서 개역한글판' 또는 줄여서 개역한글판은 개역성경전서(1938년)를 1961년 개정한 한국어 성경을 말한다. 개역개정판 등장 이전에는 개신교에서 많이 사용하였고, 대한 성공회에서도 1977년 공동번역성서 등장이전에 사용했다.

## 퍼블릭도메인
대한민국의 한글 성경 번역및 보급등 발전에 이바지해온 세계성서공회연합회 회원인 대한성서공회가 1961년 발행한 판본으로 2012년 저작권이 만료되어 누구나 자유롭게 사용할 수 있는 퍼블릭 도메인이 되었으며 이후 여러 무료 출판물및 온라인배포본이 나올수있는 계기기 됐다.

## 같이 보기
- 성경 번역